# Нислово телашце
Нислова телашца су дискретне грануларне структуре у неуронима које се састоје од грубог ендоплазматског ретикулума, скупа паралелних, мембраном везаних цистерни начичканих рибозома на цистосолној површини мембране. Нислова телашца су добила име по Францу Нислу, немачком неуропатологу који је измислио метод бојења који носи његово име (Нислово бојење). Израз "Нислова телашца" се генерално односи на дискретне накупине грубог ендоплазматског ретикулума у нервним ћелијама. Масе грубог ендоплазматског ретикулума се такође јављају у неким не-неуронским ћелијама, где се називају ергастоплазма, базофилна тела или хромофилна супстанца. Док се ове органеле на неки начин разликују од Нислових телашца у неуронима, велике количине грубог ендоплазматског ретикулума су генерално повезане са обилном производњом протеина.

## Бојење
„Нислове мрље“ се односе на различите основне боје које селективно обележавају негативно наелектрисане молекуле као што су ДНК и РНК. Пошто су рибозоми богати рибозомском РНК, они су снажно базофилни („обожавају базу“). Густа акумулација мембраном везаних и слободних рибозома у Нисловим телима доводи до њиховог интензивног обојења Нисловим мрљама, што им омогућава да се виде светлосним микроскопом.

## Величина и дистрибуција
Нислова телашца се јављају у сомама и дендритима неурона, али не у аксону или брежуљку аксона. Они се разликују по величини, облику и интрацелуларној локацији; они су најуочљивији у моторним неуронима кичмене мождине и можданог стабла, где се појављују као велики, коцкасти склопови. У другим неуронима, они могу бити мањи, ау неким (као што су грануларни неурони коре малог мозга) присутно је врло мало грубог ендоплазматског ретикулума. Образац бојења са Нисловим мрљама некада је коришћен за класификацију неурона. Из различитих разлога, ова пракса је углавном престала, али специфични типови неурона манифестују карактеристичне типове Нислових тела.

## Функционална улога
Сматра се да су функције Нислових телашца исте као и оне грубог ендоплазматског ретикулума уопште, првенствено синтеза и сегрегација протеина. Слично ергастоплазми жлезданих ћелија, Нислова телашца су главно место синтезе протеина у неуронској цитоплазми. Ултраструктура Нисслових телашца сугерише да се првенствено баве синтезом протеина за интрацелуларну употребу.

## Патологија
Нислова телашца показују промене у различитим физиолошким условима и у патолошким стањима као што је аксонотмеза, током којих се могу растворити и у великој мери нестати (хроматолиза). Ако је неурон успешан у поправљању оштећења, Нислова телашца се постепено поново појављују и враћају на своју карактеристичну дистрибуцију унутар ћелије.